# ペンローズ・メダル
ペンローズ・メダルはアメリカ地質学会 が授与する地質学の賞である。企業家で地質学者として地質学会で活動した、リチャード・ペンローズ（R. A. F. Penrose）によって設けられた。

## 受賞者一覧
- 1927年： トーマス・チェンバレン (Thomas Chrowder Chamberlin)
- 1928年： ヤコブ・ゼーデルホルム (Jakob Johannes Sederholm)
- 1929年： 受賞者なし
- 1930年： アルフレッド・ラクロワ (François Alfred Antoine Lacroix)
- 1931年： ウィリアム・モーリス・ディヴィス (William Morris Davis)
- 1932年： エドワード・オスカー・ウールリッチ (Edward Oscar Ulrich)
- 1933年： (Waldemar Lindgren)
- 1934年： (Charles Schuchert)
- 1935年： (Reginald Aldworth Daly)
- 1936年： アーサー・コールマン (Arthur Philemon Coleman)
- 1937年： 受賞者なし
- 1938年： アンドリュー・ローソン (Andrew Cowper Lawson)
- 1939年： ウィリアム・ベリマン・スコット（William Berryman Scott）
- 1940年： (Nelson Horatio Darton)
- 1941年： ノーマン・ボウエン (Norman Levi Bowen)
- 1942年： (Charles Kenneth Leith)
- 1943年： 受賞者なし
- 1944年： ベイリー・ウィリス (Bailey Willis)
- 1945年： フェリックス・ベニング・マイネス (Felix Andries Vening Meinesz)
- 1946年： (T. Wayland Vaughan)
- 1947年： アーサー・デイ (Arthur Louis Day)
- 1948年： ハンス・クロース (Hans Cloos)
- 1949年： (Wendell P. Woodring)
- 1950年： (Morley Evans Wilson)
- 1951年： ペンティ・エーリス・エスコラ (Pentti Eskola)
- 1952年： ジョージ・ゲイロード・シンプソン (George Gaylord Simpson)
- 1953年： (Esper S. Larsen, Jr.)
- 1954年： (Arthur Francis Buddington)
- 1955年： (Maurice Gignoux)
- 1956年： アーサー・ホームズ (Arthur Holmes)
- 1957年： (Bruno Sander)
- 1958年： (James Gilluly)
- 1959年： (Adolph Knopf)
- 1960年： (Walter Hermann Bucher)
- 1961年： フィリップ・ヘンリー・キューネン (Philip Henry Kuenen)
- 1962年： アルフレッド・ローマー (Alfred Sherwood Romer)
- 1963年： ウィリアム・ルベイ(William Walden Rubey)
- 1964年： (Donnel Foster Hewett)
- 1965年： (Philip Burke King)
- 1966年： ハリー・ハモンド・ヘス (Harry H. Hess)
- 1967年： ハーバート・ハロルド・リード (Herbert Harold Read)
- 1968年： ツゾー・ウィルソン (J. Tuzo Wilson)
- 1969年： フランシス・バーチ (Francis Birch)
- 1970年： (Ralph Alger Bagnold)
- 1971年： (Marshall Kay)
- 1972年： (Wilmot H. Bradley)
- 1973年： (M. King Hubbert)
- 1974年： モーリス・ユーイング (William Maurice Ewing)
- 1975年： フランシス・ペティジョン (Francis J. Pettijohn)
- 1976年： プレストン・クラウド (Preston Cloud)
- 1977年： (Robert P. Sharp)
- 1978年： (Robert M. Garrels)
- 1979年： (J Harlen Bretz)
- 1980年： ホーリス・ヘッドバーグ (Hollis D. Hedberg)
- 1981年： (John Rodgers)
- 1982年： (Aaron C. Waters)
- 1983年： (G. Arthur Cooper)
- 1984年： (Donald E. White)
- 1985年： (Rudolf Trümpy)
- 1986年： (Laurence L. Sloss)
- 1987年： (Marland P. Billings)
- 1988年： ロバート・シンクレア・ディーツ (Robert S. Dietz)
- 1989年： (Warren Bell Hamilton)
- 1990年： (Norman D. Newell)
- 1991年： (William R. Dickinson)
- 1992年： (John Frederick Dewey)
- 1993年： (Alfred G. Fischer)
- 1994年： ルナ・レオポルド(Luna B. Leopold)
- 1995年： (John C. Crowell)
- 1996年： (John R. L. Allen)
- 1997年： (John D. Bredehoeft)
- 1998年： (Jack E. Oliver)
- 1999年： (M. Gordon Wolman)
- 2000年： (Robert L. Folk)
- 2001年： ケネス・シュー (Kenneth J. Hsu)
- 2002年： ウォルター・アルバレス (Walter Alvarez)
- 2003年： (Peter R. Vail)
- 2004年： (W. Gary Ernst)
- 2005年： (Minze Stuiver)
- 2006年： (Steve Kesler)
- 2007年： Kevin C. A. Burke
- 2008年： George A. Thompson
- 2009年： B. Clark Burchfiel
- 2010年： Eric J. Essene
- 2011年： Paul F. Hoffman
- 2012:年： Raymond A. Price
- 2013年： Steven M. Stanley
- 2014年： Susan W. Kieffer
- 2015年： James W. Head
- 2016:年： John T. Andrews
- 2017年： George Plafker
- 2018:年： Kent C. Condi
- 2019年： Tanya M. Atwater
- 2020年： James G. Moore
- 2021年： Ian Dalziel
- 2022年： An Yin
- 2023年： Suzanne Mahlburg Kay
- 2024年： Andrew H. Knoll
- 2025年： Thure E. Cerling